# Hamari Traoré
Hamari Traoré (nascut el 27 de gener de 1992) és un futbolista professional malià que juga com a lateral dret al club de la Lliga Reial Societat i és capità de la selecció de Mali.

## Carrera de club
Traore es va incorporar al Lierse el 2013 procedent del Paris FC. Va debutar a la Pro League belga el 30 d'octubre de 2013 contra l'Sporting Lokeren. Va jugar tot el partit, que va acabar amb una derrota a domicili per 1-0.

## Carrera internacional
Traore va ser convocat a la selecció de Mali i va debutar en un amistós per 4-1 contra Burkina Faso.

## Palmarès
Rennes
- Copa de França: 2018–19